# Wオープン

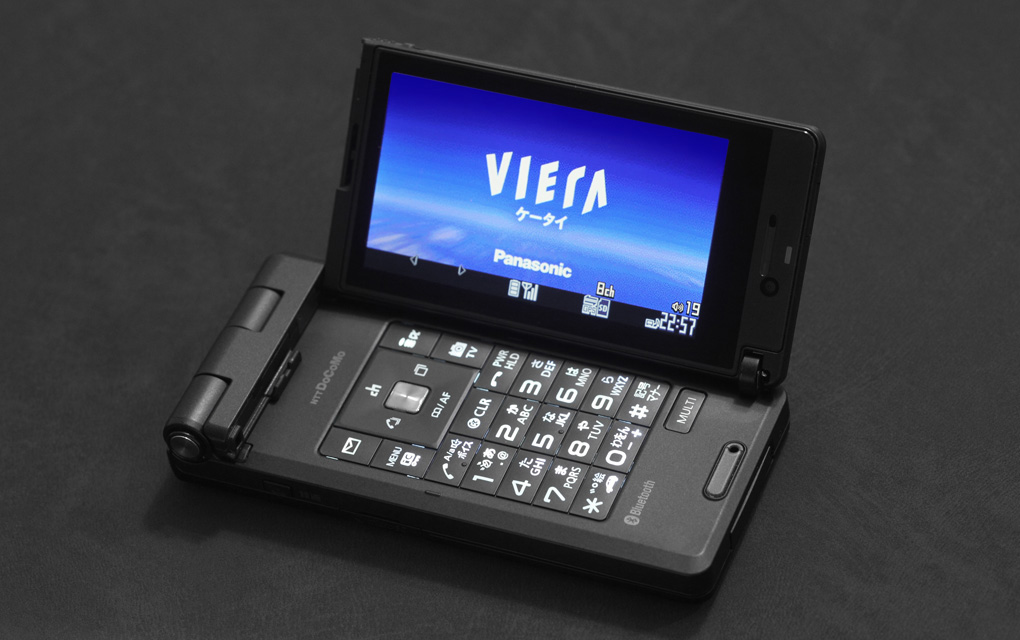
Wオープンになっている機種の一例
VIERAケータイ P906i

Wオープン（ダブル オープン）とは縦にも横にも開けることができる携帯電話の形状の種類である。

## 概要
日本の携帯電話でWオープンの機種は15種類ある(2009年7月現在)。横に開くとノートパソコンのような形になり、アプリをゲーム機感覚で操作できる上、ワンセグ視聴もしやすい点が人気を呼んでいる。au向けのW44Sでは、側面にヒンジが大きく張り出していたが、後に発売された機種は全て突出が極めて小さい、もしくは全くない。パナソニック製端末はワンプッシュオープンが採用されており、ボタンひとつで画面が開く仕様になっている。

## 各機種の名称について
メーカーごとに異なった名称があり、ソニー・エリクソンは「デュアルオープン」、パナソニックは「Wオープンスタイル」、日立の場合は「2WAYオープン」とそれぞれ呼ばれる。元祖はソニー・エリクソンのデュアルオープンだが、機種の展開数や認知度等からパナソニックのWオープンスタイルが一般的な名称となっている。

## 機種

### NTTドコモ
- P905i（VIERAケータイ）
- P906i（同上）
- P-01A（同上）
- P-03A（同上）
- P-07A（同上）
- P-10A（同上）
- P-01B（同上）
- P-04B（同上）
- P-02C（同上）

### au（KDDI／沖縄セルラー電話）
- W44S
- W62H（Woooケータイ）
- H001(HI001)（同上）
- Premier3（SOY01）（Walkman Phone）
- Mobile Hi-Vision CAM Wooo(HIY01)（3WAYオープン）
- S004(SO004)(BRAVIA Phone)
- S005(SO005)(同上)

### SoftBank
- SoftBank 920P（VIERAケータイ）
- SoftBank 921P（同上）
- SoftBank 930P（同上）
- SoftBank 931P（同上）
- SoftBank 941P（同上）

## ヒンジ構造
- ソニー・エリクソン製端末は従来の折りたたみ式のヒンジを横に配置。縦オープンの状態で画面を回した状態で端末を閉じれば横オープンになる。そのため、W44Sでは出っ張りが大きくなったが、Premier3及びS004ではヒンジ部の小型化がなされた。またヒンジ軸の位置関係により横オープン状態ではパナソニック製と日立製の端末に比べてテンキー側を広く使えるという利点がある。
- パナソニック製端末はW44Sとは違い従来通りの位置に基本ヒンジを配置。横はあくまで開くためだけにつけたような状態。また横オープン時に縦に開かないように簡易的な固定装置が付く。縦の状態でも開くが一度端末を閉じてから横に開ける。横オープンにはロックが掛かり解除レバーを引く必要がある。
- 日立製端末はどちらか言うとP905iのヒンジに近い構造。ただし縦オープンの状態で画面を回すことは出来ない。